# Nederlands landskampioenschap 1906-1907
Il campionato era formato da diciassette squadre e il HVV Den Haag vinse il titolo.

## Est
|   | Club            | G  | V  | N | P  | GF | GS | Punti | DR  |                            |
| - | --------------- | -- | -- | - | -- | -- | -- | ----- | --- | -------------------------- |
| 1 | EFC PW 1885     | 12 | 10 | 1 | 1  | 54 | 13 | 21    | +41 | Qualificata per la finale. |
| 2 | GVC Wageningen  | 12 | 7  | 1 | 4  | 45 | 27 | 15    | +18 |                            |
| 3 | Koninklijke UD  | 12 | 6  | 1 | 5  | 45 | 37 | 13    | +8  |                            |
| 4 | Quick Nijmegen  | 12 | 6  | 1 | 5  | 29 | 29 | 13    | 0   |                            |
| 5 | AFC Quick 1890  | 12 | 5  | 1 | 6  | 26 | 38 | 11    | -12 |                            |
| 6 | Vitesse         | 12 | 3  | 1 | 8  | 22 | 40 | 7     | -18 |                            |
| 7 | RKVV Wilhelmina | 12 | 2  | 0 | 10 | 13 | 50 | 4     | -37 |                            |

G = Partite giocate; V = Vittorie; N = Nulle/Pareggi; P = Perse; GF = Goal fatti; GS = Goal subiti; DR = Differenza reti, PT = Punti

## Ovest
|    | Club                     | G  | V  | N | P  | GF | GS | Punti | DR  |                            |
| -- | ------------------------ | -- | -- | - | -- | -- | -- | ----- | --- | -------------------------- |
| 1  | HVV Den Haag             | 18 | 14 | 3 | 1  | 72 | 19 | 31    | +53 | Qualificata per la finale. |
| 2  | Koninklijke HFC          | 18 | 14 | 2 | 2  | 71 | 34 | 30    | +37 |                            |
| 3  | USV Hercules             | 18 | 7  | 6 | 5  | 46 | 33 | 20    | +13 |                            |
| 4  | HBS Craeyenhout          | 18 | 8  | 2 | 8  | 51 | 55 | 18    | -4  |                            |
| 5  | HC & CV Quick            | 18 | 7  | 3 | 8  | 43 | 32 | 17    | +11 |                            |
| 6  | HFC Haarlem              | 18 | 7  | 2 | 9  | 30 | 40 | 16    | -10 |                            |
| 7  | Ajax Sportman Combinatie | 18 | 6  | 2 | 10 | 36 | 68 | 14    | -32 |                            |
| 8  | Sparta Rotterdam         | 18 | 4  | 5 | 9  | 27 | 49 | 13    | -22 |                            |
| 9  | CVV Velocitas            | 18 | 4  | 3 | 11 | 33 | 58 | 11    | -25 |                            |
| 10 | DFC                      | 18 | 4  | 2 | 12 | 37 | 58 | 10    | -21 |                            |

G = Partite giocate; V = Vittorie; N = Nulle/Pareggi; P = Perse; GF = Goal fatti; GS = Goal subiti; DR = Differenza reti, PT = Punti

## Finale per il titolo
| Squadra 1   | Totale | Squadra 2    | Andata | Ritorno |
| ----------- | ------ | ------------ | ------ | ------- |
| EFC PW 1885 | 4-9    | HVV Den Haag | 3-5    | 1-4     |

Il HVV Den Haag vince il titolo.